# Antoine Chrysostome Quatremère de Quincy
Antoine Chrysostome Quatremère de Quincy (Parigi, 28 ottobre 1755 – Parigi, 28 dicembre 1849) è stato un teorico dell'architettura, politico, filosofo, archeologo e critico d'arte francese.

## Biografia

### Formazione
Secondo figlio di François Bernard Quatremère de l'Épine, famoso commerciante che aveva ricevuto la lettera di nobiltà nel 1780, e fratello di Quatremère Disjonval. Studiò al Lycée Louis-le-Grand, e si distinse principalmente per il suo gusto nelle arti. Destinato alla professione di avvocato, preferirà dedicare la sua gioventù ad approfondite ricerche sull'architettura e la scultura. Si recò quindi in Italia nel 1776, prima a Roma e successivamente a Napoli e in questo viaggio collezionò elementi che gli sarebbero tornati utili per la stesura del suo Dictionnaire d'architecture, il cui primo volume sarebbe uscito nel 1788.
Legato con l'italiano Antonio Canova, e con i francesi Charles Percier, Pierre-François-Léonard Fontaine, Charles-Louis Clérisseau, e Pierre Julien, fu premiato nel 1785 dall'Académie des inscriptions et belles-lettres per le sue memorie sulla domanda: « Qual era lo stato dell'architettura ai tempi degli Egizi, e cosa hanno importato i Greci presso di loro ?  ». Questo riconoscimento spinse l'editore Charles-Joseph Panckoucke ad affidargli la redazione del volume sull'architettura dell'Encyclopédie méthodique, importante opera pubblicata tra il 1795 e il 1825. Guadagnò anche fama come archeologo.

### La rivoluzione francese
Quando scoppiò la rivoluzione, mantenne delle posizioni moderate. Membro della camera dei rappresentanti della Comune di Parigi, il 2 aprile 1790 pronunciò un appassionato discorso in favore della libertà dei teatri. Il 2 luglio 1791 fu proposto per la posizione di governatore del Delfino, proposta che rimase senza seguito, e il 21 settembre 1791 fu eletto Deputato del dipartimento di Parigi all'Assemblea legislativa. Sedette insieme ai realisti, difendendo la monarchia costituzionale. Decretò il 12 maggio 1792, malgrado una forte opposizione della sinistra, la celebrazione di una festività (Festa della legge), per onorare la memoria di Jacques Guillaume Simoneau, sindaco di Étampes, morto durante l'esercizio delle sue funzioni, prese la parola in difesa dei Bertrand de Molleville, Duport-Dutertre e Terrier de Montciel, e si oppose il 10 luglio alla permanenza delle fazioni, così come alla dichiarazione della patria in pericolo, dicendo che era soltanto "un mezzo per arrivare ad una nuova rivoluzione". Intervenne anche in questioni artistiche, fece delle osservazioni sugli onori del Pantheon di Parigi, e diede man forte alle proteste degli artisti sulla distribuzione dei premi dell'esposizione del Louvre.
La sua attitudine, favorevole ai realisti, lo rese impopolare negli ultimi tempi della sessione. Così l'8 agosto 1792 si lamentò di essere stato gravemente insultato dalla folla all'uscita dalla sessione in cui aveva calorosamente preso le difese di La Fayette, minacciato da un decreto d'accusa. Fu arrestato nel 1793, durante il Terrore per la sua opposizione al club dei Giacobini, e rilasciato 13 mesi dopo, in seguito alla Caduta di Robespierre. Pieno di zelo per la contro-rivoluzione, diventò presidente della sezione realista di Fontaine-de-Grenelle, e prese parte attiva nei preparativi per l'insurrezione del 13 vendemmiaio. Per questa ragione, la commissione militare residente al Théâtre-Français condannò in contumacia lui e il Conte de Vaublanc. Ma, sei mesi più tardi, egli ricomparve e fu prosciolto da un giudice che dichiarò che egli non aveva preso parte nella rivolta di vendemmiaio.
Eletto il 22 germinale dell'anno V (11 aprile 1797) deputato della Senna al Consiglio dei Cinquecento, si dimostrò più fervente che mai per la causa realista, combatté le istituzioni repubblicane, e fu iscritto alle liste di proscrizione con il Club di Clichy all'indomani del Colpo di Stato del 18 fruttidoro. Ma riuscì a sfuggire alla cattura.

### L'epoca napoleonica
Fu richiamato, dopo il Colpo di Stato del 18 brumaio, dal governo consolare, che lo nominò segretario generale del consiglio generale della Senna il 20 marzo 1800. Entrò a far parte dell'istituzione nel 1804.

### La Restaurazione
Nel 1814 aderì con sollecitudine al governo reale. Fu nominato lo stesso anno censore reale, carica da cui si dimise immediatamente per restare fedele alle sue opinioni del 1790 sulla libertà dei teatri, e, nel gennaio 1815, sovrintendente alle arti e ai monumenti civili. Ricevette la croce di ufficiale della Legion d'onore e il cordone dell'Ordine di San Michele, e occupò dal 1816 al 1839 il posto di segretario perpetuo dell'Académie des beaux-arts. Nel 1818 fu nominato professore di archeologia al consiglio delle arti classiche della Biblioteca nazionale di Francia.
Fu ancora eletto, il 13 novembre 1820, deputato della Senna al gran collegio, con 1090 voti su 1846 votanti. Sedette quindi al centro e votò fino al 1822 con i realisti moderati.
Nel 1835, Charles Lenormant, il barone Jean de Witte, Jean-Antoine Letronne e Raoul Rochette lo nominano presidente della rivista Annales de l'Institut archéologique al momento della nascita di questa nuova pubblicazione. Il vice presidente è il duca di Luynes.
Massone, fu membro della loggia parigina Thalie.

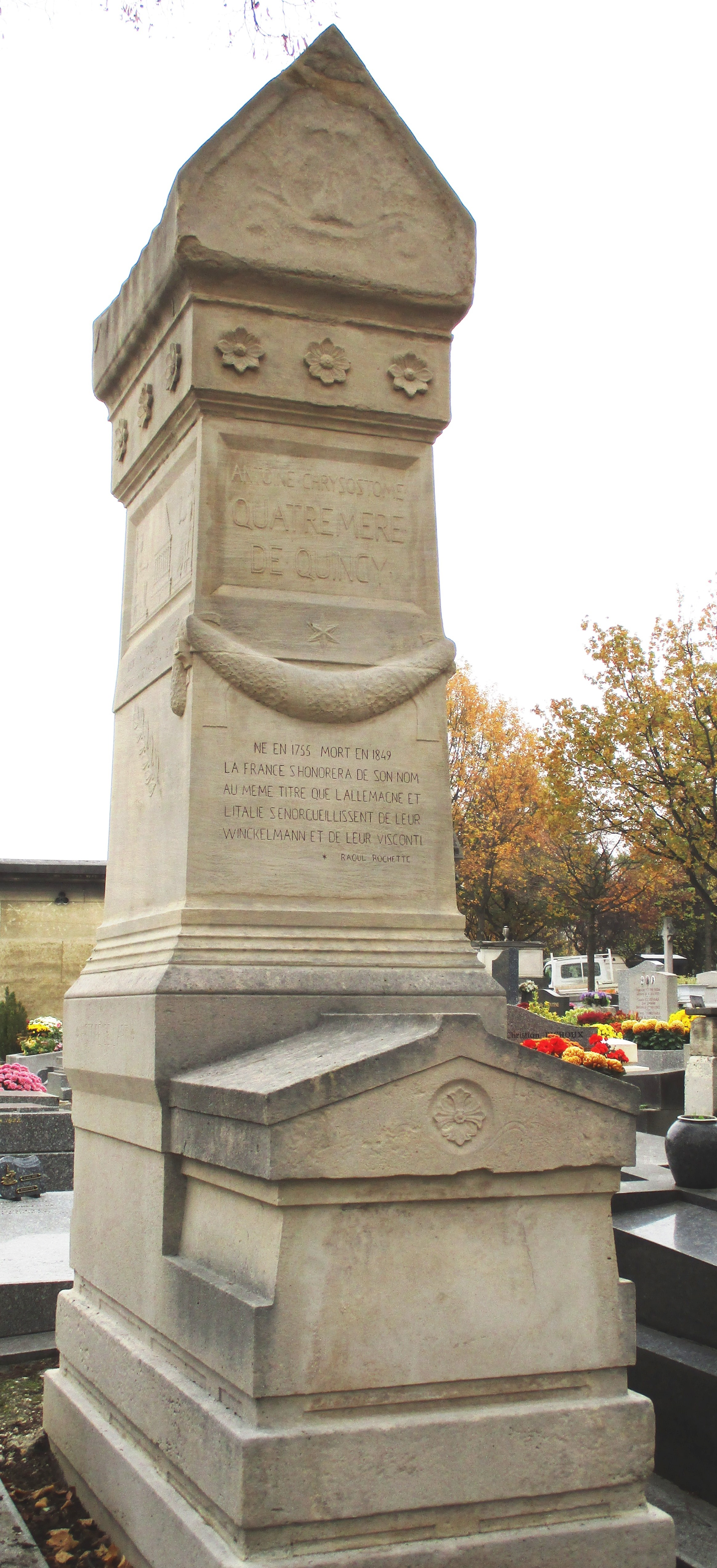
Tomba di Quatremere de Quincy (Cimitero di Montparnasse)

Morì a 94 anni, lasciando numerose opere sull'archeologia e le belle arti, nei quali Pierre Larousse riscontrò una vasta erudizione, benché male assimilata, e un'eccessiva prolissità. Le sue "Lettere a Miranda" (Lettres sur le préjudiges…, 1796) costituiscono ancora oggi un'eccezionale testimonianza di riflessione critica sugli effetti delle requisizioni delle opere d'arte e sulla corretta conservazione e valorizzazione del patrimonio culturale.

## Citazioni
(«Essai sur la nature, le but et les moyens de l'imitation dans les beaux-arts», 1823)
(«Essai sur la nature, le but et les moyens de l'imitation dans les beaux-arts», 1823)

## Opere
- 1788-1825: « Dictionnaire d'architecture » dell'Encyclopédie méthodique, ed. Panckoucke, 3 volumi, Parigi, 1788/1825
- 1791: Considérations sur les arts du dessin en France, suivies d'un plan d'Académie ou d'École publique et d'un système d'encouragement
- 1796: Lettres sur les préjudices qu'occasionnerait aux arts et à la science le déplacement des monuments de l'art de l'Italie ;
- 1803: De l'Architecture égyptienne considérée dans son origine, ses principes et son goût, et comparée sous les mêmes rapports à l'architecture grecque
- 1814: Le Jupiter olympien, ou l'Art de la sculpture antique, Didot frères, Parigi
- 1815: Considérations morales sur la destination des ouvrages de l'art, ou de l'influence de leur emploi sur le génie et le goût de ceux qui les produisent ou qui les jugent...
- 1823: Essai sur la nature, le but et les moyens de l'imitation dans les beaux-arts
- 1824: Histoire de la vie et des ouvrages de Raphaël
- 1827: De l'Universalité du beau et de la manière de l'entendre
- 1829: Monuments et ouvrages d'art antiques restitués d'après les descriptions des écrivains grecs et latins, 2 volumi
- 1830: Histoire de la vie et des ouvrages des plus célèbres architectes du XIe siècle jusqu'à la fin du XVIII siècle, accompagnée de la vue du plus remarquable édifice de chacun d'eux
- 1832: Dictionnaire historique d'architecture, contenant dans son plan les notions historiques, descriptives, archéologiques, biographiques, théoriques, didactiques et pratiques de cet art, 2 volumi, Parigi. Quest'opera è una ripubblicazione parziale del precedente Dictionnaire..., in particolar modo per quello che concerne gli articoli dei primi due volumi (ad esempio: Caractère, Décoration, e altri)
- 1834: Canova et ses ouvrages
- 1837: Essai sur l'idéal dans ses applications pratiques aux arts du dessin
- 1839: Histoire de la vie et des ouvrages de Michel-Ange Buonarroti